# Kitboga
Kitboga (Kitbuka; tur. Kitbuga, mong. Хитбух) - jeden z dowódców mongolskich, służył pod rozkazami Hulagu-chana. Pochodził z plemienia Najmanów wchodzącego w skład Imperium mongolskiego i podobnie jak duża część jego współplemieńców był nestorianinem. Brał udział w kampanii przeciwko asasynom perskim, kalifowi, najeździe mongolskim na Syrię i walkach z Mamelukami. Data narodzin nieznana, zginął w bitwie pod Ajn Dżalut w 1260 roku, starając się bronić Syrii przed najazdem mameluckim.

## Życiorys
Organizując siły do wyprawy na Persję Hulagu w 1252 zlecił Kitbodze, jednemu ze swoich najbardziej zaufanych dowódców, przygotowanie gruntu pod przybycie głównej armii. Kitboga zgodnie z rozkazem wkroczył na Płaskowyż Irański podporządkowując sobie główne miasta i zdobywając kilka pomniejszych twierdz asasynów. Po przybyciu właściwej armii Hulagu najprawdopodobniej przyłączył się do niego i wziął udział w pozostałej części kampanii, która zakończyła się sukcesem i doprowadziła do zniszczenia potęgi asasynów w Persji.
Kolejną kampanią, w której Kitboga wziął udział, była wyprawa na Bagdad, przeciwko Abbasydom. Hulagu powierzył mu dowództwo lewego skrzydła armii. Po dotarciu w okolice stolicy kalifatu, jego wojska zajęły pozycję na wschód od miasta. Po upadku i złupieniu Bagdadu wraz z resztą wojsk wyruszył w kierunku Syrii, jako dowódca straży przedniej. Na początku marca wkroczył do Damaszku odbierając kapitulację miasta. Wraz z chrześcijańskimi sojusznikami mongolskimi – księciem Antiochii Boemundem VI i królem ormiańskim Hetumem I miał wówczas odbyć triumf, ale wiarygodność tej opowieści jest dzisiaj kwestionowana.
Gdy Hulagu z głównymi siłami opuścił Syrię, pozostawił na miejscu Kitbogę jako swojego zarządcę z zadaniem prowadzenia dalszych działań wojennych wobec niezdobytych jeszcze twierdz i miast muzułmańskich. Miał również pilnować porządku na nowo zdobytych terenach. Na wiosnę 1260 roku jego wojska zajęły Nablus i Gazę. Wydaje się, że jako nestorianin prowadził politykę faworyzowania chrześcijan na opanowanych terenach o czym wspomina ormiański mnich Hetum:

Kitboga, którego Hulagu pozostawił w Syrii i Palestynie z 10 000 Tatarów, dbał o zachowanie tej Ziemi w pokoju. Był on wielce przychylny chrześcijanom i darzył ich specjalnymi względami, ponieważ pochodził z rodu Trzech Króli ze Wschodu, którzy przybyli do Betlejem aby oddać hołd Jezusowi. Kitboga dążył do odzyskania Ziemi Świętej.

Kitboga nie miał problemów z chrześcijanami wschodnimi, pozostawał z nimi w sojuszu i korzystał z ich oddziałów posiłkowych. Szybko jednak doszło do tarć między jego wojskami a łacinnikami, którzy w najeździe mongolskim upatrywali szansę na wzbogacenie się kosztem muzułmanów. Do starcia doszło gdy Julian, senior Sydonu i Beaufortu, który przodował w grabieżach, napadł na muzułmańskie wioski pozostawione pieczy bratanka Kitbogi. Ten wystąpił w obronie podporządkowanej mu ludności i zginął w zwycięskiej dla łacinników walce. Reakcją Kitbogi była wyprawa poważniejszych sił wojskowych, które złupiły Sydon. Późniejszy najazd Jana II z Bejrutu na Galileę również spotkał się z odpowiedzią mongolską.
W czasie pobytu Kitbogi w Syrii doszło do walki o władzę nad Imperium Mongolskim między Kubilajem a jego bratem, Arykiem Böge. Większość wojsk zaangażowana była w ten konflikt, a Kitboga w zasadzie nie mógł liczyć na pomoc innych mongolskich sił w razie problemów. Co gorsza, popsuły się stosunki Hulagu z najbliższymi Syrii mongolskimi sąsiadami, władcami Złotej Ordy, doszło nawet do starć zbrojnych. W tej sytuacji Mamelucy zdecydowali się na zbrojną wyprawę do Syrii. Kitboga przeciął im drogą w okolicach Źródła Goliata (Ajn Dżalut). Bitwa stoczona 3 września skończyła się jego klęska, według relacji został pojmany i stanął przed obliczem sułtana Kutuza. Na jego drwiny miał odpowiedzieć, iż z pewnością zostanie pomszczony i nigdy nie zdradził swego władcy (Kutuz doszedł do władzy w wyniku przewrotu). Został ścięty na miejscu.